# Stromanthe glabra
Stromanthe glabra är en strimbladsväxtart som beskrevs av Yosh.-arns. Stromanthe glabra ingår i släktet broktoppar, och familjen strimbladsväxter. Inga underarter finns listade.